# Castelo Mendo
Castelo Mendo és una antiga freguesia portuguesa del municipi d'Almeida, amb 21,72 km² d'àrea i 87 habitants (2011). La densitat de població n'és de 4 hab/km².
Va ser extinta el 2013, a causa d'una reforma administrativa nacional, i s'agregà a les freguesies d'Ade, Monteperobolso i Mesquitela, per formar-ne una de nova denominada Unió de Freguesies de Castelo Mendo, Ade, Monteperobolso i Mesquitela amb seu a Monteperobolso.
La freguesia antany estava formada per tres parròquies: Sâo Pedro, Santa Maria i Sâo Vicente. Va ser vila i seu de municipi entre 1229 i 1855, constituïda per les freguesies d'Ade, Aldeia Nova, Amoreira, Azinhal, Cabreira, Castelo Mendo, Cerdeira, Freixo, Leomil, Mesquitela, Mido, Miuzela, Monte Perobolço, Parada, Peva, Porto de Ovelha i Senouras. Tenia, el 1801, 4.419 habitants i el 1849, 4.751.
Actualment, la freguesia de Castelo Mendo és composta pel llogaret del mateix nom i pel poblet de Paraizal.
És un dels llogarets històrics de Portugal.

## Imatges

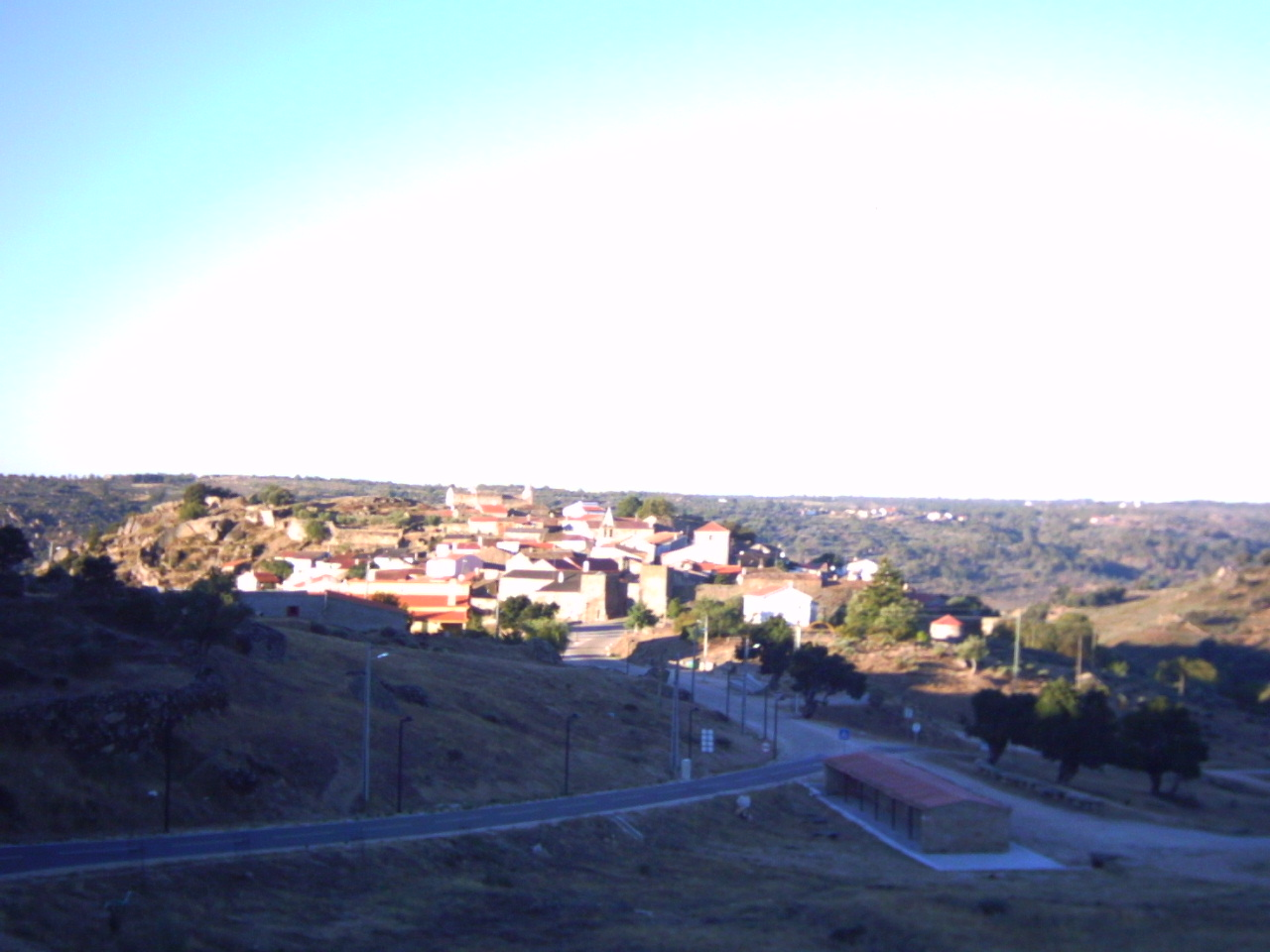
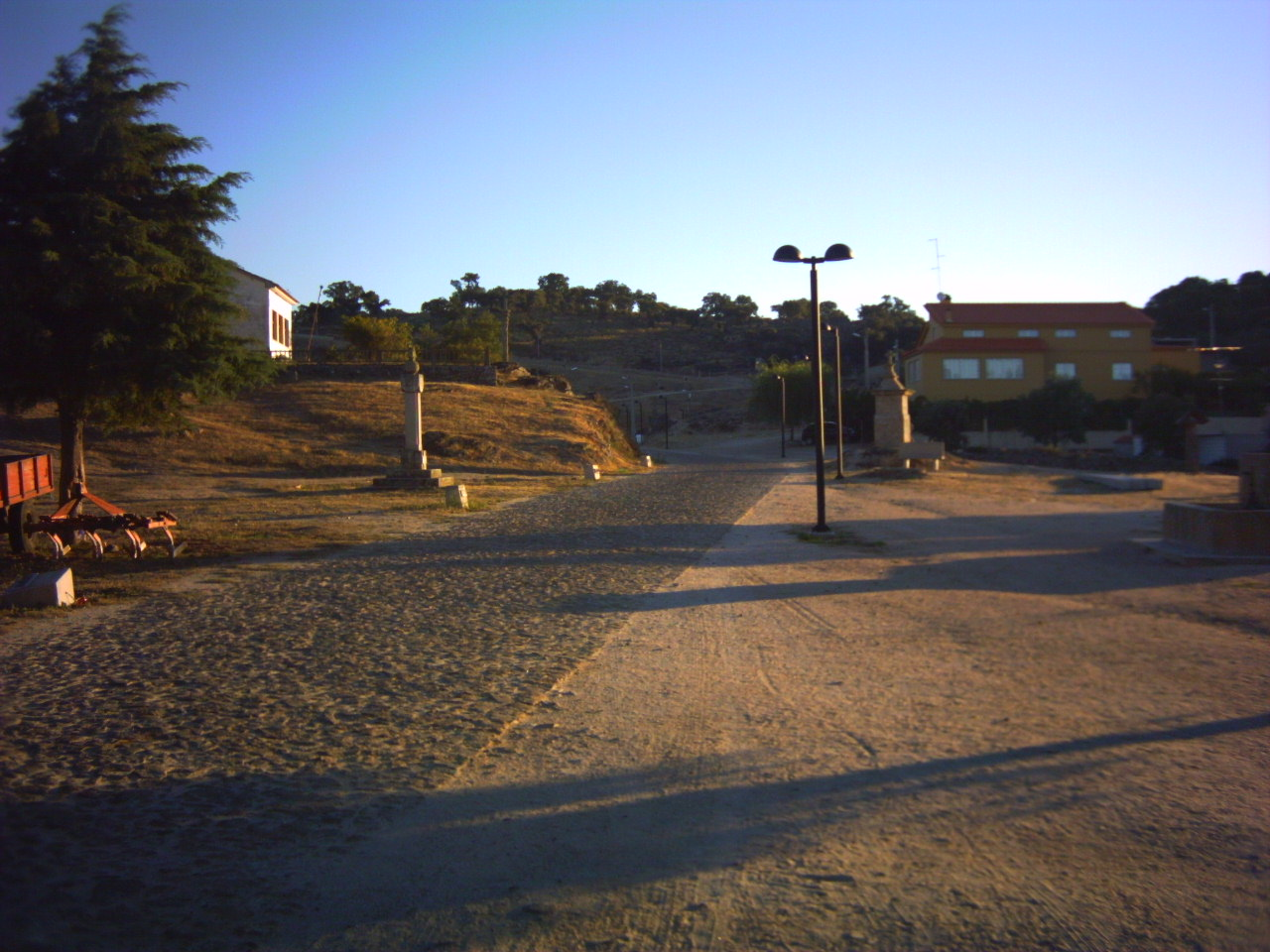
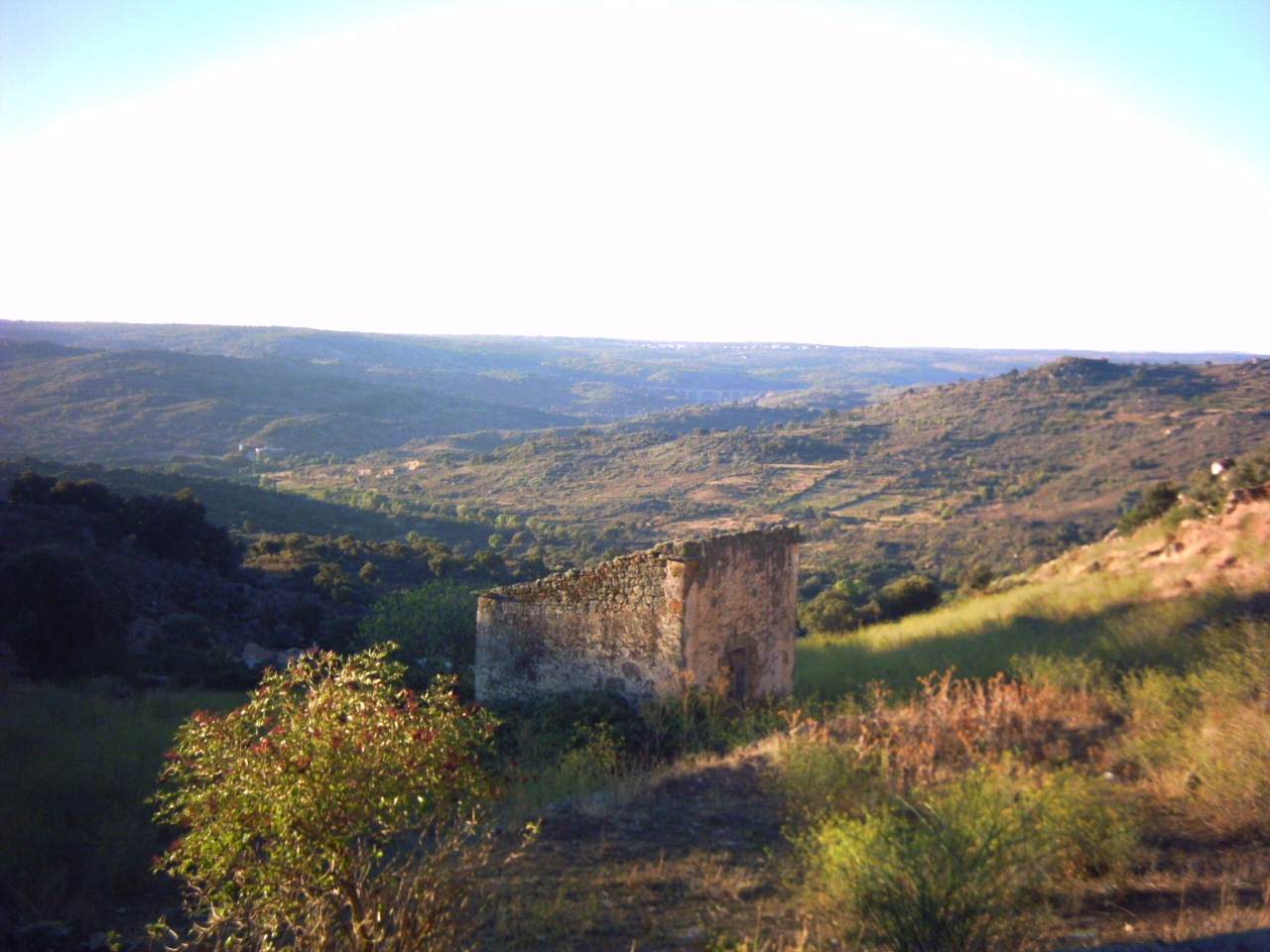
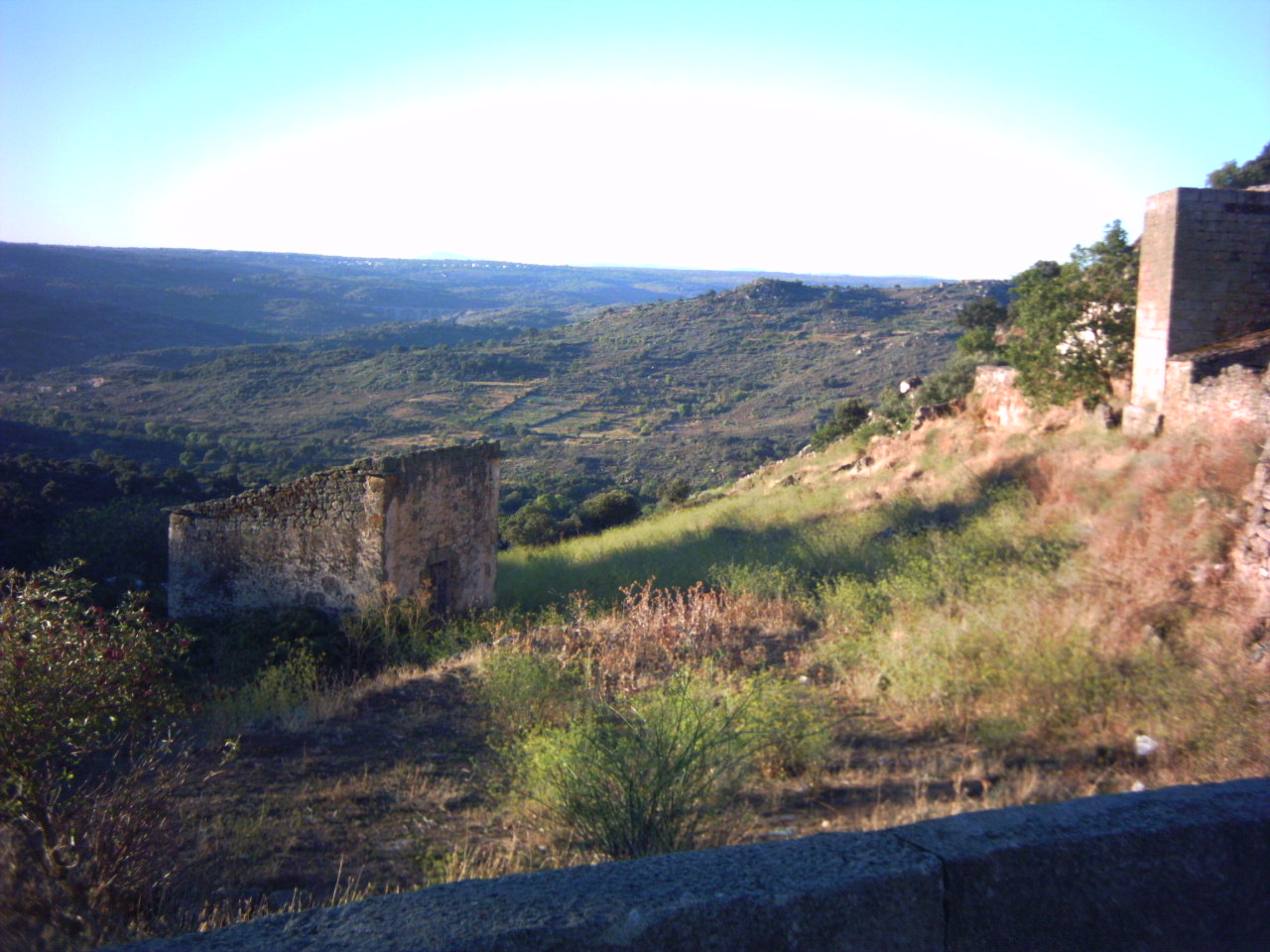
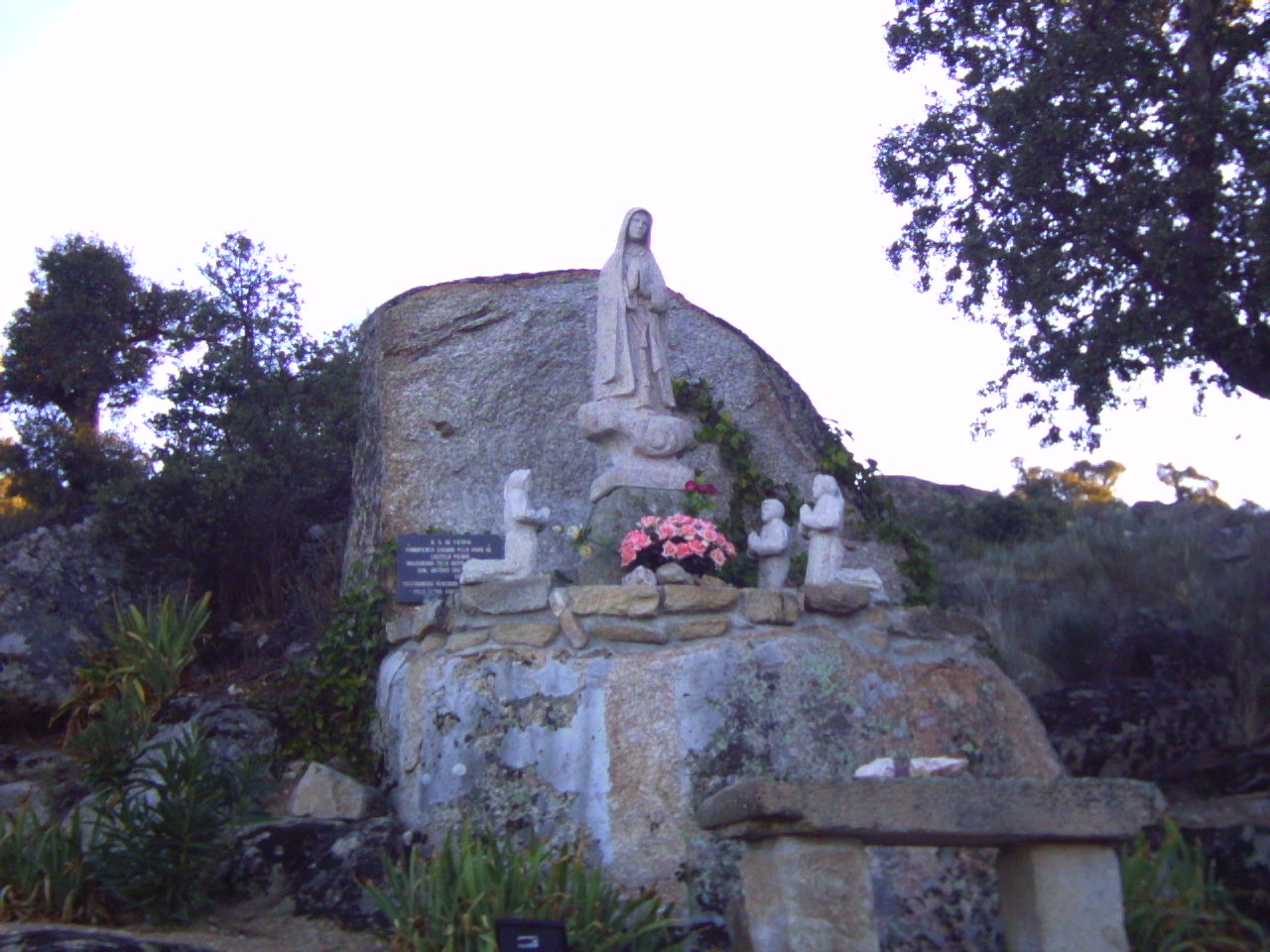
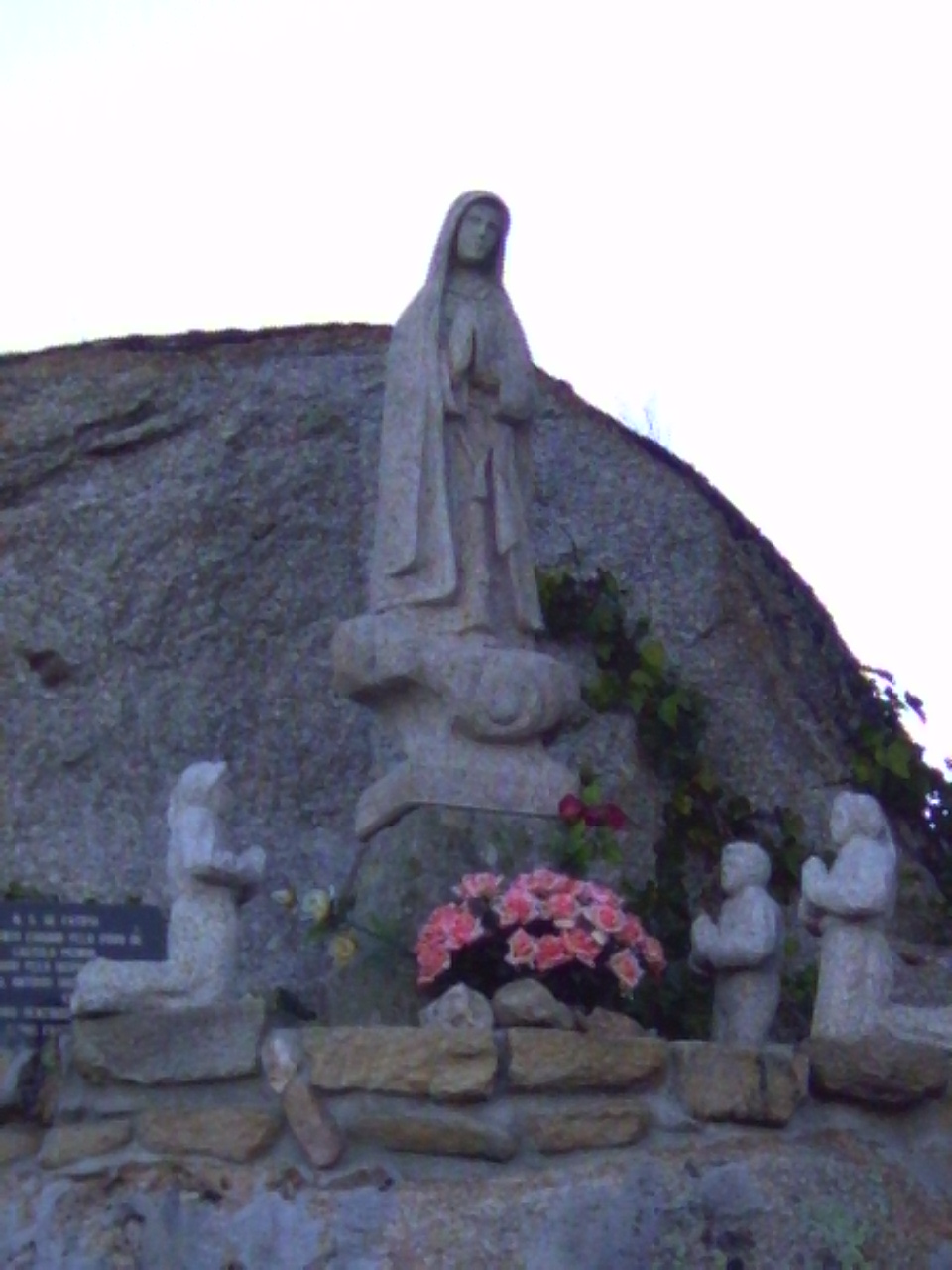
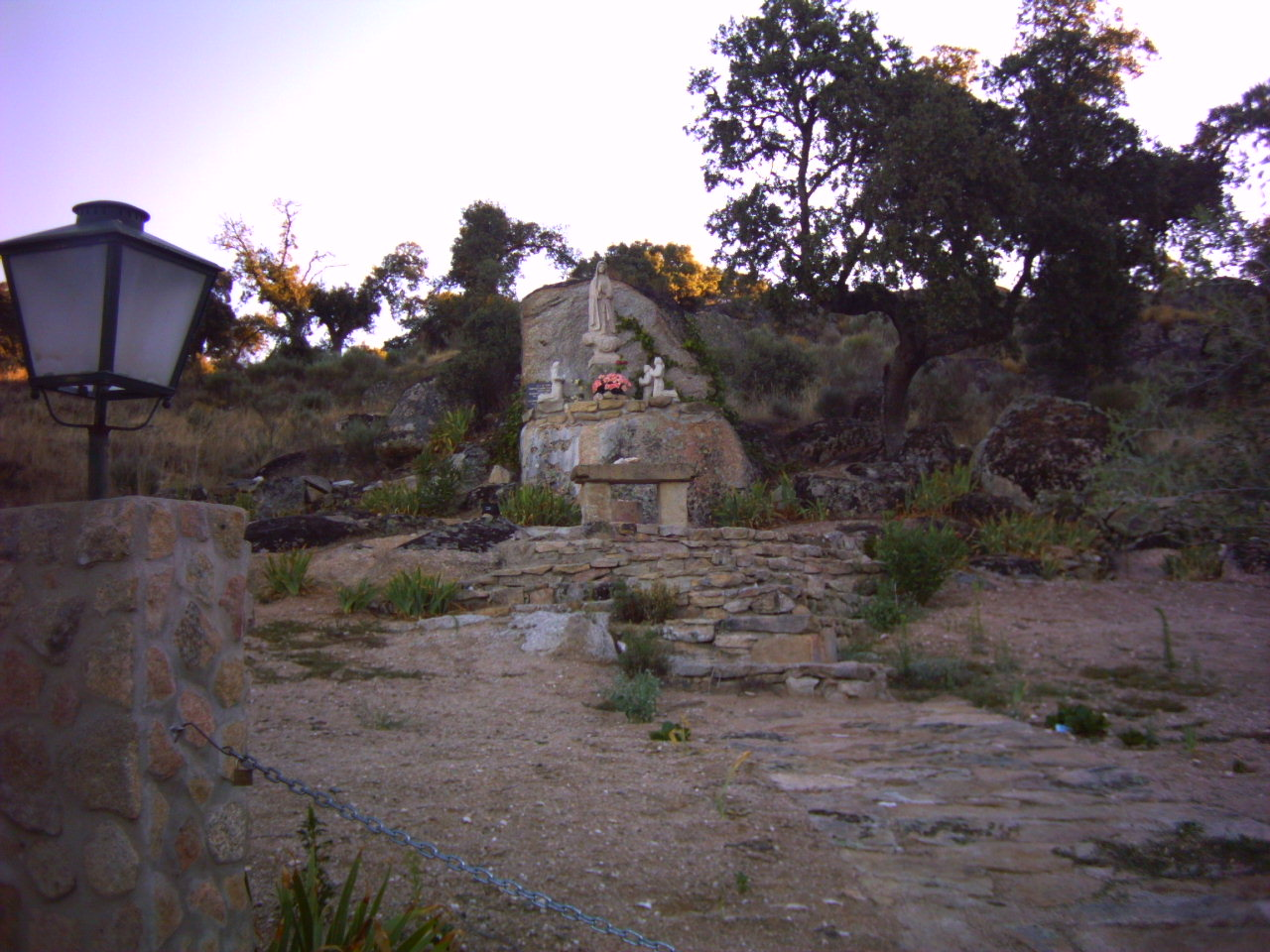
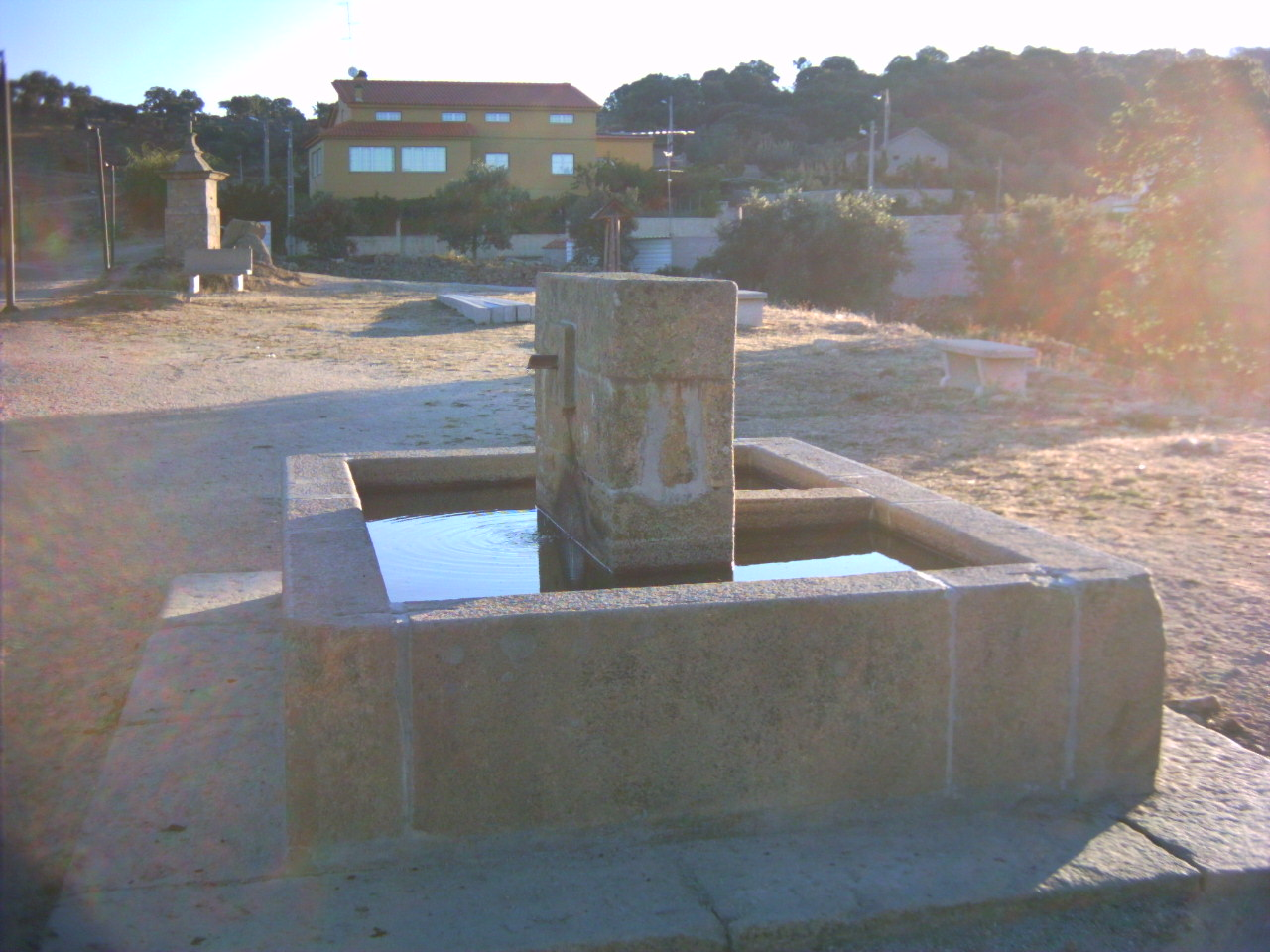

## Població
| Població de la freguesia de Castelo Mendo | Població de la freguesia de Castelo Mendo | Població de la freguesia de Castelo Mendo | Població de la freguesia de Castelo Mendo | Població de la freguesia de Castelo Mendo | Població de la freguesia de Castelo Mendo | Població de la freguesia de Castelo Mendo | Població de la freguesia de Castelo Mendo | Població de la freguesia de Castelo Mendo | Població de la freguesia de Castelo Mendo | Població de la freguesia de Castelo Mendo | Població de la freguesia de Castelo Mendo | Població de la freguesia de Castelo Mendo | Població de la freguesia de Castelo Mendo | Població de la freguesia de Castelo Mendo |
| ----------------------------------------- | ----------------------------------------- | ----------------------------------------- | ----------------------------------------- | ----------------------------------------- | ----------------------------------------- | ----------------------------------------- | ----------------------------------------- | ----------------------------------------- | ----------------------------------------- | ----------------------------------------- | ----------------------------------------- | ----------------------------------------- | ----------------------------------------- | ----------------------------------------- |
| 1864                                      | 1878                                      | 1890                                      | 1900                                      | 1911                                      | 1920                                      | 1930                                      | 1940                                      | 1950                                      | 1960                                      | 1970                                      | 1981                                      | 1991                                      | 2001                                      | 2011                                      |
| 434                                       | 442                                       | 519                                       | 524                                       | 538                                       | 508                                       | 502                                       | 506                                       | 510                                       | 457                                       | 319                                       | 235                                       | 168                                       | 134                                       | 87                                        |

En el cens de 1864 figura dins el municipi de Sabugal. Entra en l'actual municipi per decret de 07/12/1870

## Patrimoni
- Castell de Castelo Mendo
- Llogaret de Castelo Mendo
- Esglésies de Castelo Mendo